# 谷津支線
谷津支線（日语：／ Yatsu shisen */?）曾經是連結日本千葉縣船橋市的京成花輪站（現船橋競馬場站）至千葉郡津田沼町的谷津遊園地站，屬於京成電氣軌道的鐵路線（廢線）。

## 路線資訊
- 路線距離（營業距離）：1.2公里
- 軌距：1372毫米
- 站數：2個（沒有中間站）
- 複線路段：沒有（全線單線）
- 電氣化路段：全線（1928年3月為止直流600V、以後1200V）

## 路線概要
该线路为1925年所开业的谷津遊園而建设。此时的花轮站被设立作为谷津支线的一个分支站，营运初期有从押上站有直通运输业务，之后由于谷津海岸站（現谷津站）始发的道路開通而停止营运。现已弃置已久，谷津海岸站也改称为「谷津遊園站」。
由于营运时期很短，路线废弃已久而周边发展迅速，目前已经很难再找到当时的痕迹。另一方面，由于当时的地图并未及时作出修改将其收录，所以可以说是很难推测谷津游乐园站的位置。

## 歷史
- 1926年（大正15年）1月6日：下付軌道特許狀[1]。
- 1927年（昭和2年）8月21日：開業[2]。
- 1931年（昭和6年）10月27日：暫停營運。
- 1934年（昭和9年）6月22日：全線廢除[3][4][5]。

## 車站列表
京成花輪站 - 谷津遊園地站

## 接續路線
- 京成花輪站：京成電氣軌道本線

## 外部連結
- 習志野市新ならしの散策 No.30 平成10年9月15日号 （页面存档备份，存于）